# Kapfhäusle

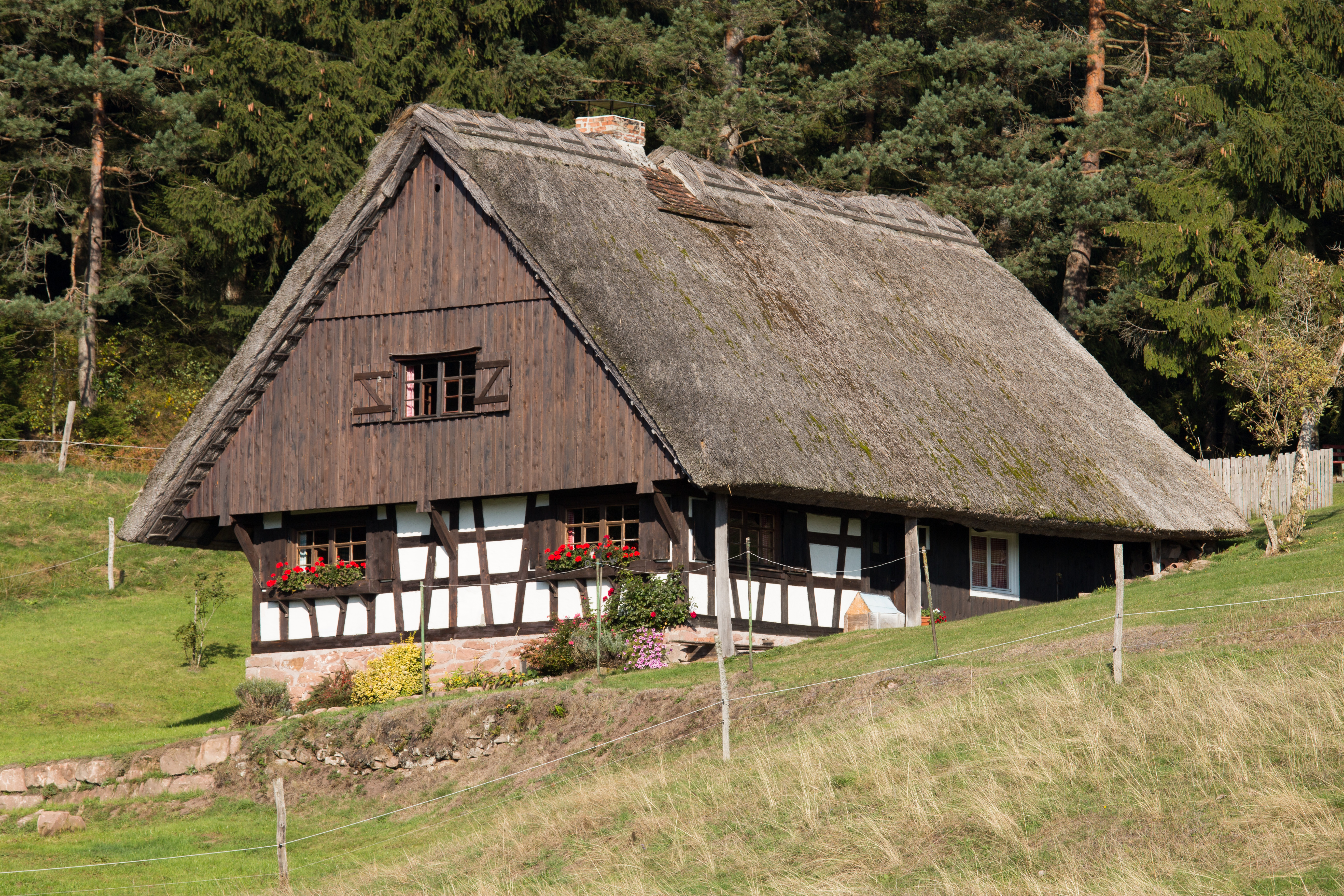
Kapfhäusle in Lauterbach

Das Kapfhäusle befindet sich in Lauterbach im Schwarzwald, einer Gemeinde im Landkreis Rottweil in Baden-Württemberg. Das Bauernhaus im Sulzbachtal ist ein geschütztes Baudenkmal.
Das Gebäude war als Leibgedinghaus das Wohnhaus für die Altbauern des in den 1950er Jahren abgebrannten Lauterbacher Vogtsbauernhofs. Vom Kapfhäusle als Berghaus wurden in den Sommermonaten die weit entfernten Weideflächen des Vogtsbauernhofs bewirtschaftet. Das Eindachhaus besitzt einen Wohn- und einen Wirtschaftsbereich. Das Dach ist strohgedeckt und wird mit Hilfe der Denkmalstiftung Baden-Württemberg instand gehalten.